# سیوشکا
سیوشکا (به لاتین: Siushka) یک منطقهٔ مسکونی در روسیه است که در باشقیرستان واقع شده‌است.